# لردالا
لردالا (به سوئدی: Lerdala) یک منطقهٔ مسکونی در سوئد است که در بخش هووده واقع شده‌است. لردالا ۰٫۶۳ کیلومتر مربع مساحت و ۴۰۹ نفر جمعیت دارد.